# Denominazione di Origine Controllata e Garantita

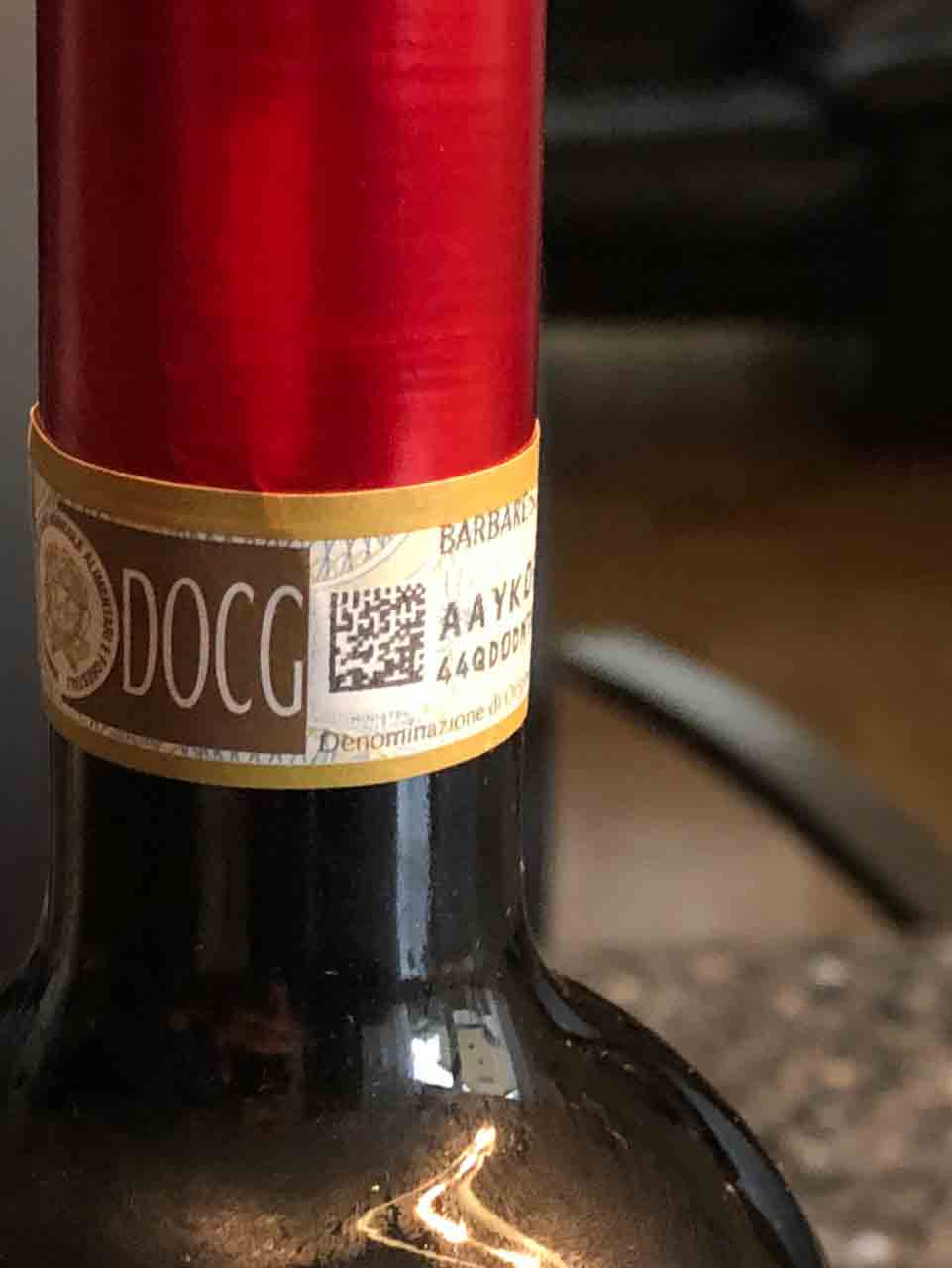
DOCG-Banderole an einer Flasche Barbaresco

Denominazione di Origine Controllata e Garantita, abgekürzt DOCG (italienisch für kontrollierte und garantierte Herkunftsbezeichnung) ist eine italienische, staatlich kontrollierte Herkunftsbezeichnung für Weine. In Deutschland und Österreich würde diese Qualitätsstufe am ehesten dem Prädikatswein als höchste Qualitätsstufe entsprechen. Ein genauer Vergleich ist jedoch schwierig, da unterschiedliche Kriterien zum Erreichen dieser Qualitätsstufe angesetzt werden. Die offizielle Beschreibung laut EU-Verordnung lautet:

„Ähnelt der Begriffsbestimmung für D.O.C., enthält aber auch das Wort ,garantiert‘ und wird so für Weine von besonderem Wert verwendet, die seit mindestens fünf Jahren als DOC-Weine anerkannt sind. Diese Weine werden in Behältnissen mit einem Fassungsvermögen von nicht mehr als 5 Litern vermarktet und tragen eine amtliche Erkennungsbanderole, um dem Verbraucher eine bessere Garantie zu bieten.“

Die DOCG-Weine stehen bei den Qualitätsstufen über den DOC-Weinen und bilden die oberste Qualitätsstufe. DOCG-Weine müssen, abgesehen von wenigen Ausnahmen, wie dem Valtellina Superiore Stägafässli DOCG, im Anbaugebiet auf Flaschen gezogen werden, sie dürfen also nicht in Tanks anderswohin transportiert und dort abgefüllt werden. Die Flaschen tragen eine Banderole am Hals.
Durch die EU-Weinmarktordnung vom August 2009 wurde die Herkunftsbezeichnung für Wein analog zum Lebensmittelrecht vereinheitlicht und das Qualitätssystem neu definiert. Die neuen Begriffe lauten Denominazione d’Origine Protetta (DOP) anstelle von DOC und DOCG sowie Indicazione Geografica Protetta (IGP) anstelle von IGT. Die traditionellen Bezeichnungen dürfen jedoch nach wie vor verwendet werden, da für sie Bestandsschutz gilt.

## Die DOCG-Weine Italiens
- aus dem Piemont:
  - Alta Langa
  - Asti
  - Barbaresco
  - Barbera d’Asti
  - Barbera del Monferrato Superiore
  - Barolo
  - Brachetto d’Acqui
  - Canelli
  - Cortese di Gavi oder auch nur Gavi
  - Dogliani
  - Dolcetto di Diano d’Alba
  - Dolcetto di Ovada Superiore
  - Erbaluce di Caluso
  - Gattinara
  - Ghemme
  - Nizza
  - Roero
  - Ruchè di Castagnole Monferrato
  - Terre Alfieri
- aus der Lombardei:
  - Franciacorta
  - Oltrepó Pavese metodo classico
  - Scanzo (Moscato di Scanzo)
  - Sforzato di Valtellina (Sfursat di Valtellina)
  - Valtellina Superiore
- aus dem Veneto:
  - Amarone della Valpolicella
  - Asolo Prosecco (Colli Asolani Prosecco)
  - Bagnoli Friularo
  - Bardolino Superiore
  - Colli Asolani-Prosecco,
  - Colli di Conegliano
  - Colli Euganei Fior d'Arancio
  - Conegliano Valdobbiadene-Prosecco
  - Lison
  - Montello Rosso
  - Piave Malanotte
  - Recioto della Valpolicella
  - Recioto di Gambellara
  - Recioto di Soave
  - Soave Superiore
- aus Friuli Venezia Giulia:
  - Bagnoli Friularo (Friularo di Bagnoli)
  - Colli Orientali del Friuli Picolit
  - Lison DOCG
  - Ramandolo
  - Rosazzo
- aus der Emilia-Romagna:
  - Romagna Albana
  - Colli Bolognesi Pignoletto
- aus der Toskana:
  - Brunello di Montalcino
  - Carmignano
  - Chianti
  - Chianti Classico
  - Elba Aleatico Passito
  - Morellino di Scansano
  - Montecucco Sangiovese
  - Suvereto
  - Val di Cornia Rosso
  - Vino Nobile di Montepulciano
  - Vernaccia di San Gimignano
- aus den Marken:
  - Cònero
  - Castelli di Jesi Verdicchio Riserva
  - Offida
  - Rosso Cònero
  - Verdicchio di Matelica Riserva
  - Vernaccia di Serrapetrona
- aus Umbrien:
  - Montefalco Sagrantino
  - Torgiano Rosso Riserva
- aus dem Latium:
  - Cannellino di Frascati
  - Cesanese del Piglio
  - Frascati Superiore
- aus Abruzzen:
  - Colline Teramane Montepulciano d’Abruzzo
  - Terre Tollesi (Tullum)
- aus Kampanien:
  - Aglianico del Taburno
  - Fiano di Avellino
  - Greco di Tufo
  - Taurasi
- aus der Basilikata:
  - Aglianico del Vulture Superiore
- aus Apulien:
  - Castel del Monte Bombino Nero
  - Castel del Monte Nero di Troia Riserva
  - Castel del Monte Rosso Riserva
  - Primitivo di Manduria Dolce Naturale
- von Sizilien:
  - Cerasuolo di Vittoria
- von Sardinien:
  - Vermentino di Gallura

Stand: 28. Juli 2015